# Mahoc
Mahoc, pleme siouan Indijanaca, čiji je naziv Mahoc, po svemu sudeći, skraćeni oblik imena glavnog plemena Manahoac Indijanaca, Manahoac vlastitih u užem smislu. Njihovo područje nalazilo se na mjestu sadašnjeg Piedmonta u Virginiji. Zajedno s Monacanima i Tuscarorama bili su protivnici algonkinske konfederacije Powhatan.
Ostala plemena saveza (vidi Manahoac), izgleda da su kao lovci na bizone slijedeći njihova stada, doprli ovamo iz doline rijeke Ohio.